# الموسوعة الكاثوليكية
لا تتعارض مع الموسوعة الكاثوليكية الحديثة (1967).
الموسوعة الكاثوليكية تسمى أيضا الموسوعة الكاثوليكية القديمة هي موسوعة باللغة الإنجليزية نُشرت بواسطة ذا إنسيكلوبيديا برس، عرضت للمرة الأولى في مارس 1907؛ واكتملت في عام 1914، صُممت لإعطاء قرائه معلومات كاملة موثوقة في دائرة المصلحة والفعل والعقيدة الكاثوليكية.
الموسوعة هي خارج حقوق الطبع مما يعني توفرها للاستعمال العام والأكاديمي لمن يحب معرفة وجهة النظر الرسمية الكاثوليكية.